# Микрофлуидика
Микрофлуидиката се отнася до поведението, прецизния контрол и манипулирането на флуиди, които са геометрично ограничени до малък мащаб (обикновено под милиметър), при който повърхностните сили доминират над обемните. Тя е мултидисциплинарна област, която включва инженерни науки, физика, химия, биохимия, нанотехнологии и биотехнологии. Тя има практическо приложение при проектирането на системи, които обработват малки обеми течности, за да се постигне мултиплексиране, автоматизация и високопроизводителен скрининг. Микрофлуидиката възниква в началото на 80-те години на миналия век и се използва при разработването на мастиленоструйни печатащи глави, ДНК чипове, технология „лаборатория върху чип“, микрозадвижване и микротермични технологии.
Обикновено микро означава една от следните характеристики:
- малки обеми (μL, nL, pL, fL)
- Малък размер
- Ниска консумация на енергия
- Ефекти на микродомените

Обикновено микрофлуидните системи транспортират, смесват, разделят или обработват по друг начин флуиди. Различните приложения разчитат на пасивен контрол на флуидите чрез използване на капилярни сили, под формата на капилярни елементи за модифициране на потока, подобни на резистори и ускорители на потока. В някои приложения допълнително се използват външни задвижващи средства за насочено транспортиране на средата. Примери за това са ротационни задвижвания, прилагащи центробежни сили за транспортиране на флуида върху пасивните чипове. Активната микрофлуидика се отнася до определено манипулиране на работния флуид чрез активни (микро) компоненти, като микропомпи или микроклапани. Микропомпите подават флуиди по непрекъснат начин или се използват за дозиране. Микроклапаните определят посоката на потока или начина на движение на изпомпваните течности. Често процесите, които обикновено се извършват в лабораторията, се миниатюризират в един чип, което повишава ефективността и мобилността и намалява обема на пробите и реагентите.